# George Panikulam
George Panikulam (sinh 1942) là một giám mục, sứ thần Tòa Thánh người Ấn Độ của Giáo hội Công giáo Rôma. Ông hiện là Sứ thần Tòa Thánh tại Uruguay. Một nguồn tin khác cho rằng ông đã hồi hưu vào tháng 10 năm 2017. Trước đó, ông còn đảm nhận các vị trí khác như Sứ thần Tòa Thánh tại Honduras, Mozambique, Ethiopia, Djibouti và Khâm sứ Tòa Thánh tại Somalia. Đặc biệt, ông cũng từng đảm nhận vị trí Quan sat viên Tòa Thánh tại Liên minh châu Phi (A.U.).

## Tiểu sử
Tổng giám mục Sứ thần Panikulam sinh ngày 26 tháng 10 năm 1942 tại Puthenchira, Ấn Độ. Sau quá trình tu học dài hạn tại các cơ sở chủng viện theo quy định của Giáo luật Công giáo, ngày 11 tháng 3 năm 1967, Phó tế Panikulam được truyền chức linh mục,  bởi giám mục chủ sự là George Alapatt, Giám mục chính tòa Giáo phận Trichur (nghi lễ Syro-Malabar).
Ngày 4 tháng 12 năm 1999, ở tuổi 57, Tòa Thánh loan báo tuyển chọn linh mục George Panikulam làm Tổng giám mục Hiệu tòa Caudium, chức danh Sứ thần Tòa Thánh tại Honduras. Lễ tấn phong cho vị tân sứ thần được cử hành cách trọng thể vào ngày 6 tháng 1 năm 2000, với bộ ba giáo sĩ tham gia phần nghi thức truyền chức. Chủ phong cho vị tân chức là Đương kim Giáo hoàng, Gioan Phaolô II; hai vị phụ phong là Tổng giám mục Giovanni Battista Re, Thành viên Văn phòng Quốc vụ khanh Tòa Thánh và Tổng giám mục Marcello Zago, O.M.I., Tổng thư kí Thánh bộ Phúc âm hóa cho các Dân tộc [gọi tắt là Thánh bộ Truyền giáo].
Tổng giám mục Panikulam kết thúc nhiệm vụ ở Honduras khi Tòa Thánh công bố quyết định thuyên chuyển ông về làm Sứ thần Tòa Thánh tại Mozambique. Hơn năm năm sau đó, ngày 24 tháng 10 năm 2008, Tòa Thánh tái thuyên chuyển Tổng giám mục Panikulam làm Sứ thần Tòa Thánh tại Ethiopia và Khâm sứ Tòa Thánh tại Ethiopia. Tiếp sau đó, ngày 18 tháng 12 cùng năm, tin từ Tòa Thánh cho biết đã chỉ định Tổng giám mục Panikulam kiêm nhiệm thêm vị trí Sứ thần Tòa Thánh tại Djibouti.
Ngày 14 tháng 6 năm 2014, ông được thuyên chuyển đến Uruguay với chức danh Sứ thần Tòa Thánh. Một nguồn tin khác cho rằng ông đã hồi hưu vào tháng 10 năm 2017.